# Песина, Даниэль
Даниэль Песина (англ. Daniel Pesina) — американский мастер боевых искусств, актёр и бывший сотрудник компании Midway.

## Биография
Даниэль Песина родился 1 декабря 1959 года в Чикаго, штат Иллинойс. Старшие братья - Рубен и Тони, занимались дзюдо. В 1968 родился младший брат - Карлос. С 22 лет начал заниматься боевыми искусствами, получил несколько наград от спортивных организаций. Один из источников вдохновения - Брюс Ли.
В 1991 сыграл короткую роль в фильме Черепашки-ниндзя 2: Тайна изумрудного зелья. Затем Даниэль и Карлос получили приглашение от своего друга Джона Тобиаса стать хореографом в студии Midway для работы над игрой Mortal Kombat. Помимо этого, Даниэль Песина изображал Джонни Кейджа, Саб-Зиро, Скорпиона, Рептилию, Смоука и Нуб Сайбота в видеоиграх Mortal Kombat и Mortal Kombat II. В 1994 он рекламировал игру-файтинг BloodStorm в костюме Джонни Кейджа. К тому времени Даниэль уже расстался с компанией, поэтому его персонажей в Mortal Kombat 3 играли уже другие актёры.
В 2004 году стал преподавателем в Chicago Wushuguan School. В 2007 он сыграл одну из ролей в фильме Книга мечей. В 2015 вышла короткометражка Mortal Kombat Fates Beginning, на этот раз персонажем Даниэля стал Шан Цзун.

## Фильмография
| Год  |     | Русское название                     | Оригинальное название                                   | Роль       |
| ---- | --- | ------------------------------------ | ------------------------------------------------------- | ---------- |
| 1991 | ф   | Черепашки-ниндзя II: Секрет канистры | Teenage Mutant Ninja Turtles II: The Secret of the Ooze | солдат Фут |
| 2007 | ф   | Книга мечей                          | Book of Swords                                          | киллер     |
| 2015 | кор |                                      | Mortal Kombat Fates Beginning                           | Шан Цунг   |